# Tomás Gil Martínez
Tomás Aurelio Gil Martínez (Caracas, 23 de maig de 1977) és un ciclista veneçolà, professional del 2012 al 2016. Campió nacional en ruta i contrarellotge en diversos cops, també va combinar amb el ciclisme en pista.

## Palmarès
- 2006
  -  Campió de Veneçuela en contrarellotge
- 2007
  -  Campió de Veneçuela en ruta
- 2008
  -  Campió de Veneçuela en contrarellotge
- 2010
  - Medalla d'or als Jocs Centreamericans i del Carib a la cursa en contrarellotge
  -  Campió de Veneçuela en contrarellotge
  - 1r a la Volta a Veneçuela i vencedor d'una etapa
  - Vencedor d'una etapa al Clásico Virgen de la Consolación de Táriba
- 2011
  - 1r a la Volta a la Independència Nacional i vencedor d'una etapa
- 2012
  -  Campió de Veneçuela en contrarellotge
  - Vencedor d'una etapa a la Volta al Táchira

### Resultats al Giro d'Itàlia
- 2013. Abandona (9a etapa)